# Hipótese do deslocamento polar
A Hipótese do deslocamento polar é a conjectura de que tem havido rápidas mudanças nas posições relativas das localizações geográficas modernas dos polos e do eixo de rotação de um planeta. Para a Terra, essa mudança poderia criar uma dinâmica de calamidades como inundações e eventos tectônicos. Esse tipo de evento aconteceria se os polos físicos se tivessem movido ou fossem movidos subitamente em relação à superfície subjacente ao longo de um período de tempo geologicamente curto. Esta hipótese é quase sempre discutida no contexto da Terra, mas outros corpos do Sistema Solar podem ter experimentado reorientação axial durante suas existências.
Entre a comunidade científica, não há pesquisa que indique uma rápida mudança na posição do eixo de rotação. Há evidências de precessão e mudanças na inclinação axial, mas essa mudança ocorre a uma escala de tempo muito maior e não envolve o movimento relativo do eixo de rotação em relação ao planeta. No entanto, no que é conhecido como deriva polar verdadeira, a Terra sólida pode girar com relação a um eixo de rotação fixo. A pesquisa mostra que durante os últimos 200 milhões anos ocorreu uma deriva polar verdadeira total de cerca de 30°, mas nenhum deslocamento super-rápido dos polos da Terra foi encontrado durante este período. A taxa característica da deriva polar verdadeira é de 1° por milhão de anos ou menos. Entre cerca de 790 e 810 milhões de anos atrás, quando o supercontinente Rodínia existiu, duas fases geologicamente rápidas de deriva polar verdadeira podem ter ocorrido. Em cada uma delas, a Terra girou ~55 °.

## Definição e clarificação
Os polos geográficos da Terra são os pontos na superfície do planeta onde esta é intersectada pelo eixo de rotação. A hipótese do deslocamento dos polos descreve uma alteração da localização destes polos com relativamente à superfície subjacente - um fenómeno distinto das mudanças de orientação axial relativamente ao plano da eclíptica causados pela precessão e nutação.
As hipóteses do deslocamento polar não devem ser confundidas com a tectónica de placas, a bem aceite teoria geológica segundo a qual a superfície terrestre consiste de placas sólidas que se deslocam sobre uma astenosfera fluida; nem com a deriva continental, o corolário da tectónica de placas que sustenta que as localizações dos continentes têm-se movido lentamente sobre a face da Terra, resultando na surgimento e fragmentação de continentes e oceanos ao longo de milhões de anos.
As hipóteses do deslocamento polar não devem também ser confundidas com inversão geomagnética, a inversão periódica do campo magnético terrestre (que consiste na troca das polaridades dos polos magnéticos). A inversão geomagnética tem mais aceitação entre a comunidade científica do que as hipóteses do deslocamento polar.

## História especulativa
Na literatura popular, têm sido sugeridas muitas conjecturas que envolvem um deslocamento polar muito rápido. Um deslocamento lento dos polos produziria as menores alterações e nenhuma destruição. Uma visão mais dramática assume alterações mais rápidas, com alterações dramáticas da geografia e destruição devida a terramotos e tsunamis. Vários livros recentes propõem alterações que ocorrem ao longo de semanas, dias, ou mesmo horas, resultando numa variedade de cenários de fim do mundo.

### Primeiros proponentes
Uma menção antiga a um deslocamento do eixo de rotação da Terra pode ser encontrada num artigo de 1872 intitulado "Chronologie historique des Mexicains" por Charles Étienne Brasseur de Bourbourg, um excêntrico estudioso dos códices mesoamericanos que interpretou antigos mitos mexicanos como prova da ocorrência de quatro períodos de cataclismos globais que haviam tido início por volta de 10 500 a.C.
Em 1948, Hugh Auchincloss Brown, um engenherio eletrotécnico, adiantou a hipótese do deslocamento polar catastrófico. Brown argumentou também que a acumulação de gelo nos polos causava o tombar recorrente do eixo, identificando ciclos de aproximadamente sete milénios.
Na sua obra controversa de 1950 Mundos em colisão, Immanuel Velikovsky postulava que o planeta Vénus emergira de Júpiter como um cometa. Durante duas aproximações propostas cerca de 1 450 a.C., sugere que a direção de rotação da Terra foi radicalmente alterada, e depois revertida para a sua direção original na aproximação seguinte. Esta perturbação teria supostamente desencadeado terramotos, tsunamis, e a abertura do Mar Vermelho. Adicionalmente, disse também que duas quase-colisões com Marte entre 776 e 687 a.C. causaram também uma variação idêntica na posição do eixo da Terra da ordem dos dez graus. Velikovsky apoiou a sua obra em registos históricos, embora os seus estudos tenham sido sobretudo ridicularizados pela comunidade científica.
Charles Hapgood é atualmente talvez o mais recordado dos primeiros proponentes. Nos seus livros The Earth's Shifting Crust (1958) (que inclui um prefácio de Albert Einstein que foi escrito antes da teoria das placas tectónicas ter sido desenvolvida) e Path of the Pole (1970), Hapgood, partindo dum modelo mais antigo de Adhemar,[carece de fontes?] especulou que a massa de gelo de um ou ambos polos sobreacumula-se desestabilizando o equilíbrio rotacional da Terra, causando o escorregamento de toda ou de grande parte da crusta exterior da Terra em torno do núcleo desta, o qual mantém a sua orientação axial.
Baseando-se na sua própria investigação, Hapgood argumentou que cada deslocamento demorava cerca de 5000 anos, seguido de períodos de 20 000 a 30 000 anos sem movimentos polares. Também, nos seus cálculos, a área de movimento nunca cobriu mais de 40 graus. Os exemplos de Hapgood para localizações recentes do Polo Norte incluem a Baía de Hudson (60˚N, 73˚W) , o Oceano Atlântico entre a Islândia e a Noruega (72˚N, 10˚E) e Yukon (63˚N, 135˚W).
Contudo, na sua obra subsequente, The Path of the Pole, Hapgood aceitou a observação de Einstein de que o peso do gelo polar seria insuficiente para desencadear o deslocamento polar. Assim, Hapgood passou a argumentar que as forças que causavam os deslocamentos polares deveriam ter origem abaixo da superfície. Ele não apresentou uma explicação satisfatória sobre como isto poderia acontecer.
Hapgood escreveu ao bibliotecário canadiano Rand Flem-Ath, encorajando-o na sua procura de evidências científicas que apoiassem as ideias de Hapgood e na sua expansão da hipótese. Flem-Ath publicou os resultados do seu trabalho em 1995 em When the Sky Fell co-escrito com a sua mulher, Rose.

### Conjecturas recentes
Este assunto tem atraído autores pseudocientíficos que oferecem uma variedade de evidências, incluindo práticas divinatórias.
Nas décadas de 1970 e 1980 uma série de livros de não-ficção da autoria de Ruth Shick Montgomery, antiga repórter do Washington Newspaper elabora sobre as previsões de Edgar Cayce.
Em 1997, Richard W. Noone publicou 5/5/2000, ICE: The Ultimate Disaster. Este livro argumentava que um deslocamento cataclísmico do manto de gelo que cobre a Antárctida causado por um alinhamento planetário e tempestades solares, levaria a um deslocamento crustal em 5 de maio de 2000.
Em 1998, o engenheiro civil reformado James G. Bowles propôs num periódico não-revisto por por pares um mecanismo de acordo com o qual poderia ocorrer um deslocamento polar. Chamou-lhe efeito dobramento rotacional. Nesta hipótese, os efeitos gravitacionais combinados do Sol e da Lua atraíam a crusta da Terra segundo um ângulo oblíquo. Gradualmente, esta força desgastava as ligações da crusta ao manto interior. Tal gera uma zona plástica que permite a rotação da crusta relativamente às camadas subjacentes.
Também William Hutton publicou livros sobre este assunto, incluindo o livro de 1996 Coming Earth Changes: Causes and Consequences of the Approaching Pole Shift (ISBN 0876043619), que comparava os registos geológicos com as profecias de Edgar Cayce e que previa alterações climáticas catastróficas antes do final de 2001. Em 2004 Hutton e o co-autor Jonathan Eagle publicaram Earth's Catastrophic Past and Future: A Scientific Analysis of Information Channeled by Edgar Cayce (ISBN 1-58112-517-8), que resume os possíveis mecanismos e temporização de um futuro deslocamento polar.

## Investigação científica
Encontra-se atualmente estabelecido que a deriva polar verdadeira ocorreu por várias vezes no passado, mas a taxas de 1° por milhão de anos ou menos. Análise da evidência não suporta o deslocamento rápido das camadas da Terra proposto por Hapgood.
Embora Hapgood tenha sobrestimado muito os efeitos da alteração da distribuição de massas na Terra[carece de fontes?], os cálculos mostram que a alteração da distribuição de massa na superfície e no manto pode causar a deriva polar verdadeira.

### Deriva polar verdadeira
A deriva polar verdadeira, ou o movimento da Terra sólida relativamente a um eixo de rotação fixo que faz com que o eixo de rotação se situe sobre uma nova posição geográfica, ocorre realmente. Tal deve-se a alterações na distribuição da massa na Terra que modificam o seu tensor de momento de inércia. A Terra reajusta consistentemente a sua orientação relativamente ao seu eixo de rotação de tal forma que este seja paralelo ao eixo em relação ao qual tem o seu maior momento de inércia. Este reajustamento é muito lento. Em 2001, foram encontradas evidências da deriva polar verdadeira em dados paleomagnéticos obtidos de rochas graníticas de vários locais da América do Norte. Os dados destas rochas chocam com a hipótese de um evento cataclísmico devido à deriva polar verdadeira. Estes dados indicaram que os polos geográficos não se desviaram mais do que aproximadamente 5° ao longo dos últimos 130 milhões de anos.
Foram medidas possíveis ocorrências de deriva polar verdadeira mais rápidas: entre 790 e 810 milhões de anos atrás, ocorreu por duas vezes deriva polar verdadeira de aproximadamente 55°.

### Causas e efeitos
A deriva polar verdadeira pode ser causada por vários mecanismos de redistribuição de massa e alteração do tensor do momento de inércia da Terra:
- Ciclos glaciais: a redistribuição de gelo e massas de água, e resultante deformação da crusta, altera a distribuição da massa na Terra.[19]
- Perturbações da topografia da fronteira crusta-manto (FCM), talvez induzidas pela rotação diferencial do núcleo e deslocamento do seu vetor de rotação axial, levando a redistribuições de massa na FCM.[20]
- Redistribuições de massa no manto.[21][22]

A orientação do eixo de rotação propriamente dito pode ser alterada por um impacto a alta velocidade de um grande asteroide ou cometa.